# Stefan E. G. Burdach
Stefan E. G. Burdach (* 1952 in Berlin) ist ein deutscher Kinderarzt, Onkologe, Krebsforscher und Hochschullehrer. Seine wissenschaftlichen Schwerpunkte sind maligne Sarkome bei Kindern und Jugendlichen, Zell- und Gentherapie. Von 2003 bis 2021 war er Lehrstuhlinhaber und Klinikdirektor an der Pädiatrischen Universitätsklinik Schwabing der Technischen Universität München. 

## Werdegang
Burdach promovierte 1980 an der Universität zu Köln. Seine Facharztausbildung erfolgte von 1978 bis 1983 am Kinderkrankenhaus der Stadt Köln. Danach verbrachte er Forschungsaufenthalte an der Harvard University, Stanford University und bei Edward Donnall Thomas am Fred Hutchinson Cancer Research Center in Seattle, wo er eine Ausbildung für Stammzelltransplantation absolvierte. 1989 folgte in Düsseldorf seine Habilitation. 1997 wurde er auf eine Professur für allgemeine Pädiatrie an der Martin-Luther-Universität Halle-Wittenberg berufen.
2003 wurde er Professor am Lehrstuhl für Kinder- und Jugendmedizin an der Technischen Universität München. Er war bis März 2021 Direktor der Klinik- und Poliklinik für Kinder- und Jugendmedizin des Klinikums rechts der Isar und Chefarzt der Kinderklinik München Schwabing. Im Juli 2020 wurde er zudem zum Affiliate Scientist am British Columbia Cancer Research Institute berufen.
Burdach ist Verfasser von über 500 Publikationen mit über 7.000 Zitierenden (Web of Science). Außerdem fungiert er als Gutachter, u. a. für die Deutsche Forschungsgemeinschaft, die Helmholtz-Gemeinschaft, die Wilhelm-Sander-Stiftung, die Deutsche Krebshilfe, die Deutsche Kinderkrebsstiftung und die Deutsche José Carreras Leukämie-Stiftung.

## Auszeichnungen (Auswahl)
- 1987: Hill Memorial Award, Stanford University[2]
- 1991: Reinhard-Heynen- und Emmi-Heynen-Preis, Heinrich-Heine-Universität Düsseldorf[2]
- 2009: Kind-Philipp-Preis der Gesellschaft für Pädiatrische Onkologie und Hämatologie im Stifterverband für die deutsche Wissenschaft[2] für Arbeiten zu Stammzellen und Krebsmechanismen.
- 2023: Bundesverdienstkreuz 1. Klasse[4]

## Veröffentlichungen (Auswahl)
- mit U. von Freeden-Jeffry, P. Vieira, L.A. Lucian, T. McNeil, R., Murray: Lymphopenia in interleukin (IL)-7 gene-deleted mice identifies IL-7 as a nonredundant cytokine. In:  Journal of Experimental Medicine. 1995; 181(4): 1519-1526.
- mit F. Berthold, J. Boos et al.: Myeloablative megatherapy with autologous stem-cell rescue versus oral maintenance chemotherapy as consolidation treatment in patients with high-risk neuroblastoma: a randomised controlled trial. LANCET ONCOLOGY   Volume:  6   Issue:  9   Pages:  649-658   Published:  SEP 2005
- mit H.J. Kolb: The vigor of defense against non-self: potential superiority of allorestricted T cells in immunotherapy of cancer?. Front Oncol. 2013;3:100. Published 2013 May 3. doi:10.3389/fonc.2013.00100